# 阿尔索 (吉普斯夸省)
阿尔索（西班牙語：Alzo）是西班牙巴斯克自治区吉普斯夸省的一个市镇。总面积10平方公里，总人口326人（2001年），人口密度33人/平方公里。